# Café Bauer (Berlin)

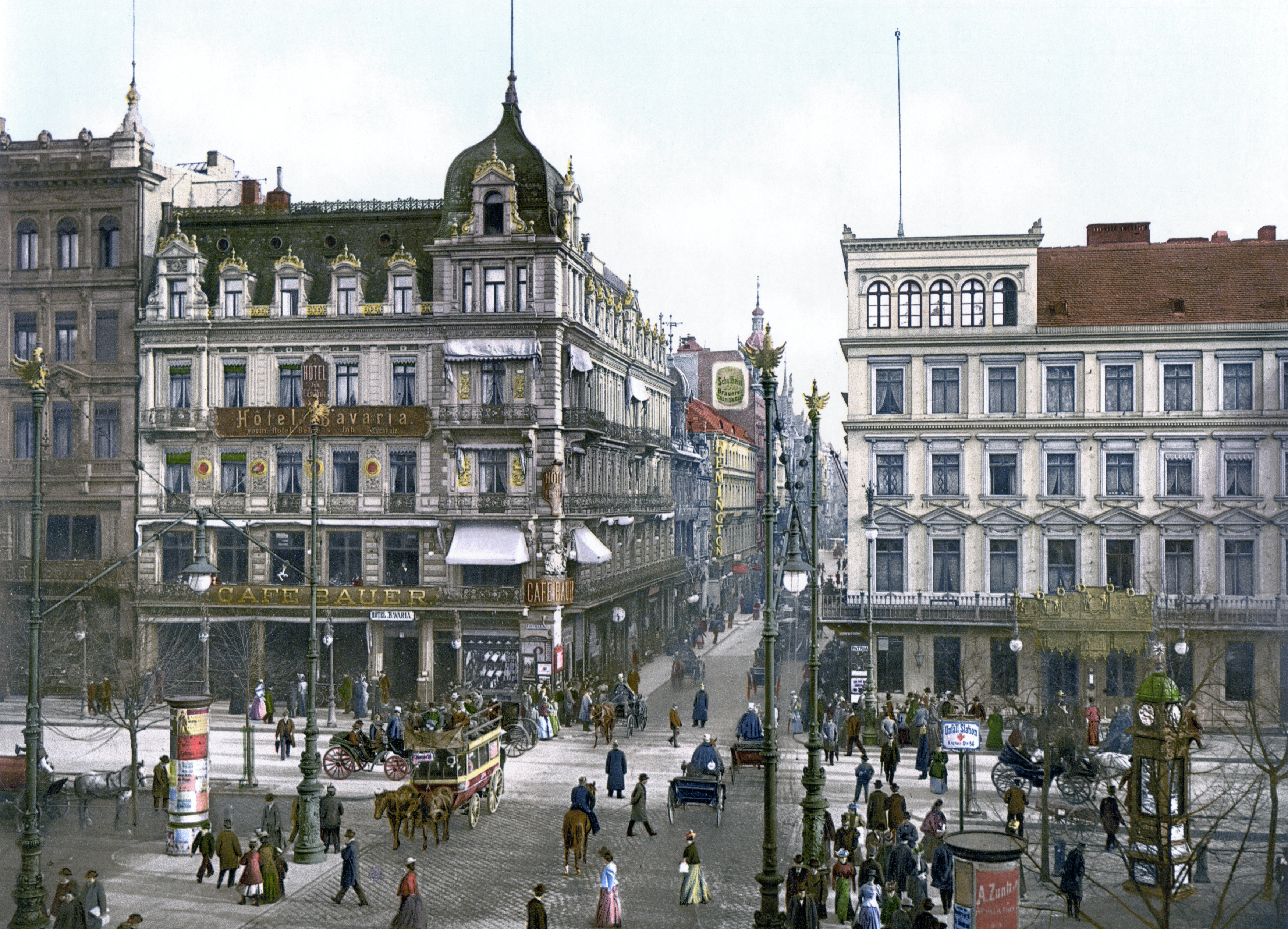
Blick nach Süden: Café Bauer (links), um 1900

Das Café Bauer war ein bekanntes Kaffeehaus in Berlin. Es lag gegenüber dem Café Kranzler und wie dieses auf der südlichen Seite des Boulevards Unter den Linden Ecke Friedrichstraße im heutigen Ortsteil Mitte. Der nach Entwürfen von Wilhelm Böckmann errichtete Bau war eines der ersten Häuser im Wiener Kaffeehausstil in Berlin und fand später viele Nachahmer.

## Geschichte
Am 13. Oktober 1877 eröffnete der Wiener Cafétier Mathias Bauer das Café Bauer. Er besaß zuvor bereits Cafés in Wien und im Berliner Hotel Kaiserhof. Dieses fiel allerdings bereits wenige Tage nach der Eröffnung einem Brand zum Opfer. Von der ausbezahlten Versicherungssumme richtete Bauer das Café Bauer im luxuriösen Stil der Belle Époque ein.
In dem Haus Unter den Linden 26 (alte Zählung) gab es außer dem großen Saal im Erdgeschoss auch ein Billardzimmer sowie Lese- und Damenzimmer.
Die Einrichtung von Damenzimmern in Cafés der Belle Époque ermöglichte Frauen den Besuch von öffentlichen Kaffeehäusern, was sich zuvor nicht schickte. Kaffeehäuser waren eine Männerdomäne und ihnen hing ein Hauch von Anrüchigkeit und Verdorbenheit an. Weibliche Bedienungen waren den Blicken der Männer ausgesetzt, denen sich eine standesgemäße Dame nicht aussetzte. Zeitgenössische Darstellungen von Cafés zeigen jedoch, dass die Kultur von Sehen und Gesehenwerden für beide Geschlechter Einzug gehalten hatte – besonders in der gutbürgerlichen Gesellschaft.

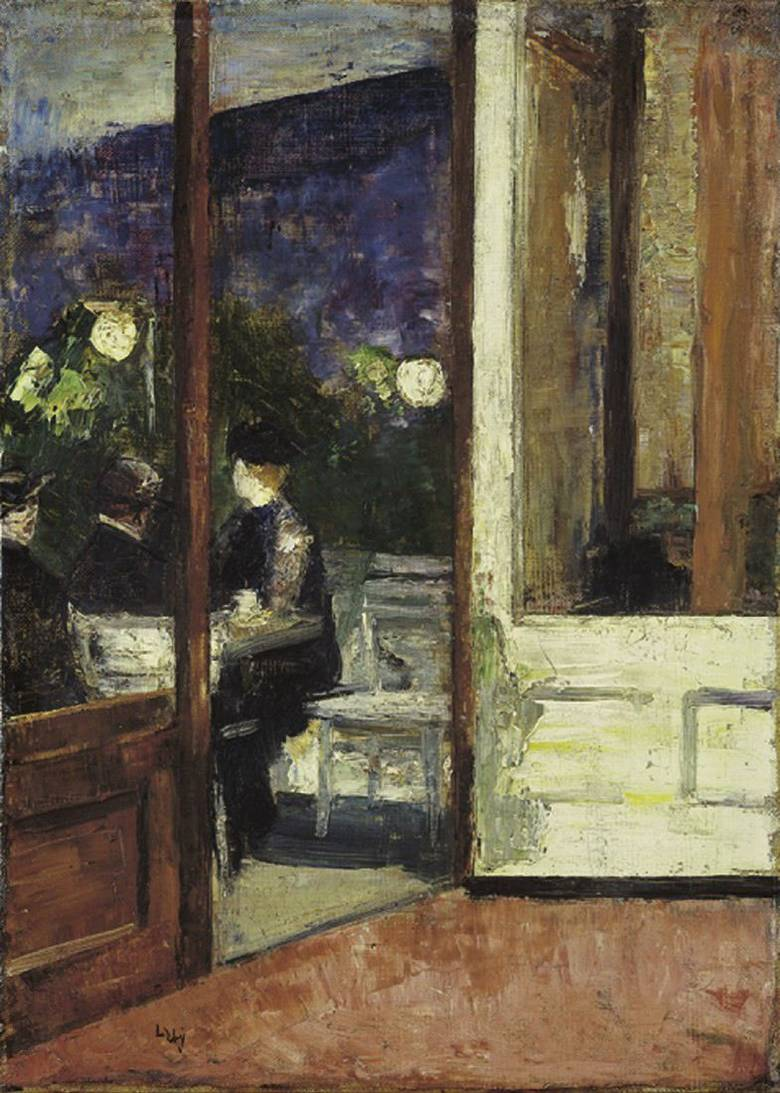
Lesser Ury: Café Bauer, um 1889

Das Café war mit zahlreichen Wandbildern ausgestattet: darunter der sechsteilige Zyklus Das römische Leben von Anton von Werner, gerahmt von Stuckaturen des Berliner Bildhauers Otto Lessing, Römische Landschaften von Christian Wilberg und seinen Schülern (1882–1885) sowie weitere Bilder von Albert Hertel.
Legendär waren die 800 europäischen Tageszeitungen, die für die Gäste auslagen. Bauer gab dafür die immense Summe von jährlich 30.000 Mark aus. Auf das Jahr 1882 bezogen entspricht dies in heutiger Währung einer Kaufkraft von rund 270.000 Euro. Ein Mokka türkischer Art kostete dann aber auch – für damalige Verhältnisse stolze – 25 Pfennig (entspricht heute 2,25 Euro).
Das Café Bauer war 1884 das erste, das mit elektrischem Licht ausgestattet war. Siemens & Halske baute 1886 im Keller des Hauses ein Stromerzeugungsaggregat aus Dampfturbine und Generator ein, das den kompletten Block versorgte. Angeblich wurde die Turbine so heiß, dass die Kellner sie mit Stangeneis aus dem Champagnerkeller kühlen mussten.
Die Idee setzte sich durch und kurze Zeit später wurde unweit des Cafés Bauer in der Markgrafenstraße 44 (Gendarmenmarkt) das erste öffentliche Berliner Elektrizitätswerk errichtet. Die 1884 gegründeten Städtischen Electricitäts-Werke wollten die Straßenlaternen mit Gasbeleuchtung durch elektrische Lampen ersetzen.
Die Beleuchtung des Kaffeehauses stellte eine wichtige Innovation für die Gastlichkeit eines Hauses dar, führte es doch in früheren Zeiten zum Ärgernis, wenn die Tageszeitung bei trübem Gas- oder Kerzenlicht kaum zu lesen war.
Nach dem Tod von Mathias Bauer führten seine Witwe Therese sowie seine Söhne Josef und Oskar das Kaffeehaus und das umbenannte Hotel Behrens weiter. 1910 wurde es an die Hotelbetriebs-AG (bis 1926 Kempinski AG, danach Aschinger bis Kriegsende) verkauft und der Standort Unter den Linden aufgegeben.  Die neu gegründete Café Bauer und Hotel Bauer Josef und Oskar Bauer GmbH zog in den zur Aktiengesellschaft gehörenden Komplex des Central-Hotels gegenüber dem Bahnhof Friedrichstraße. Der Gebäudekomplex wurde im Zweiten Weltkrieg völlig zerstört. Auch das Gebäude Unter den Linden wurde zerstört und stattdessen 1964 dort der Lindencorso errichtet.

## Andere Einrichtungen gleichen Namens

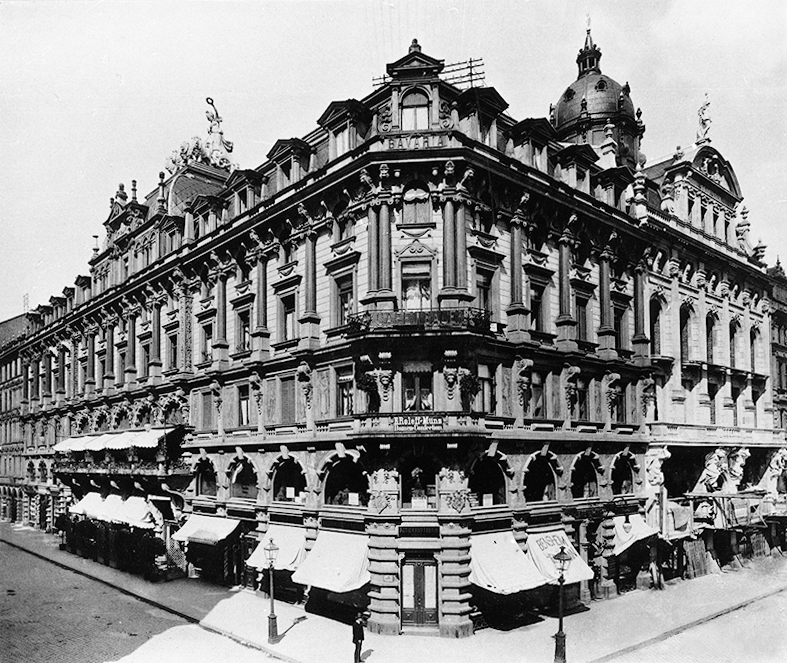
Café Bauer (Frankfurt am Main)

Ebenfalls unter dem Namen Café Bauer
- wurde 1884 das nach Eröffnung sehr bald bekannteste Frankfurter Kaffeehaus eröffnet. Das Frankfurter Café Bauer[2] befand sich im Zentrum, am Schillerplatz / Frankfurter Hauptwache in dem von Simon Ravenstein – dem Berliner Vorbild folgend – prachtvoll entworfenen Bavaria-Gebäude und war unter anderem mit Gemälden von Hans Thoma ausgeschmückt. Gebäude und Café fielen 1944 bei den Luftangriffen auf Frankfurt am Main Brandbomben zum Opfer.
- existierte gut 50 Jahre lang, bis 2010, eine Einrichtung in der Jordanstraße 1 in Frankfurt-Bockenheim. In unmittelbarer Nähe zur Universität und zur Karl-Marx-Buchhandlung gehörten zahlreiche Frankfurter Persönlichkeiten (unter anderem Theodor W. Adorno, Jürgen Habermas, Daniel Cohn-Bendit, Joschka Fischer) zu den Gästen.